# Карликовый гладкий кит
Карликовый гладкий кит, или ка́рликовый кит, или короткоголовый гладкий кит (лат. Caperea marginata), — морское млекопитающее парвотряда усатых китов, единственный современный вид семейства цетотериевых.

## Таксономия

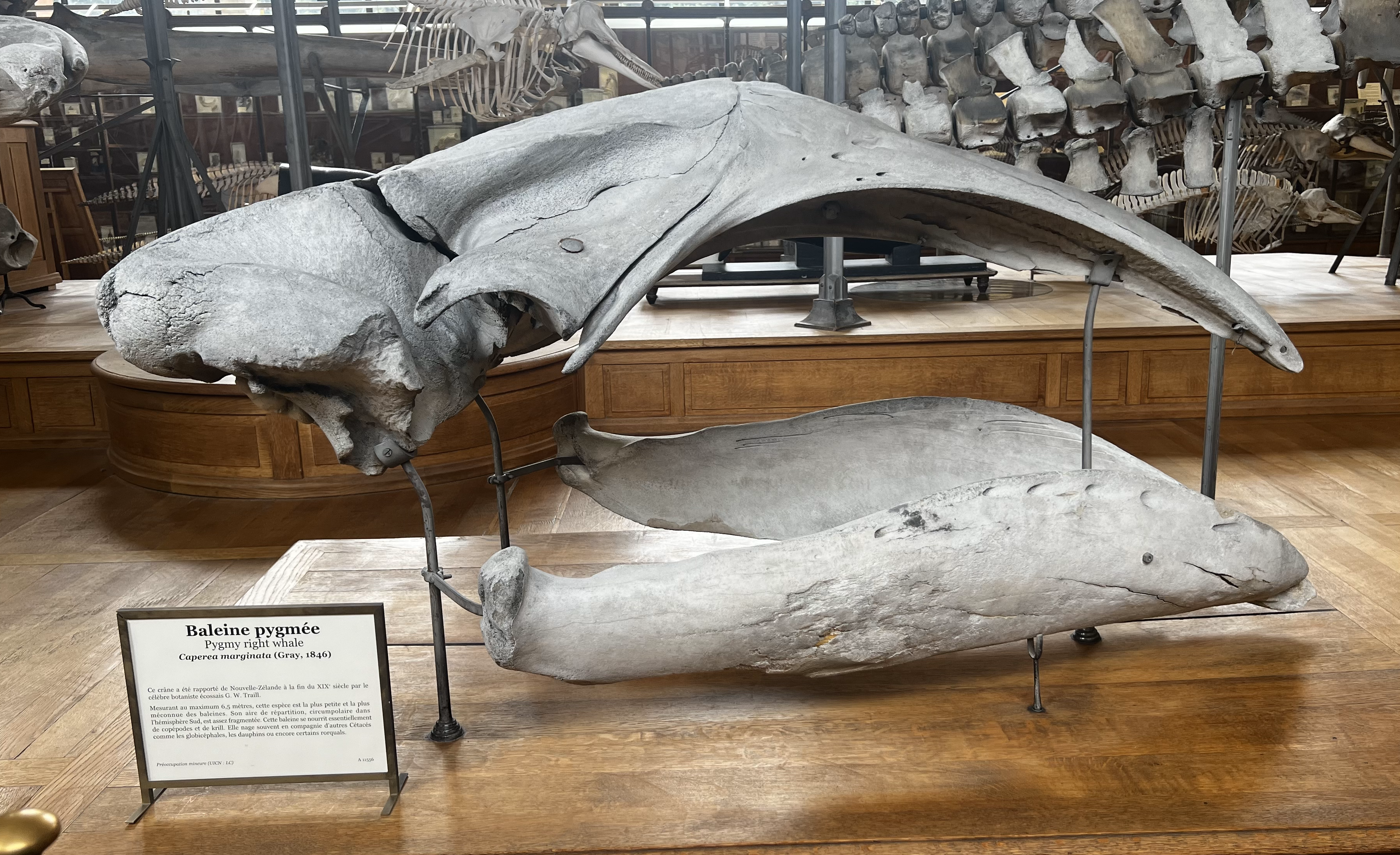
Череп в Национальном музее естественной истории (Париж)

Ранее вид относили к гладким китам, однако находки родственных ископаемых форм (в первую очередь Miocaperea pulchra из позднего миоцена Перу) позволяют предположить, что общие с гладкими китами признаки формировались у карликового кита в результате параллельной эволюции. Впоследствии вид часто выделяли в собственное семейство карликовых гладких китов (Neobalaenidae). 
Филогенетический анализ, проведённый в 2013 году Фордайсом и Марксом (Fordyce R.E., Marx F.G., 2013), позволил предположить, что карликовый кит является единственным дожившим до наших дней видом семейства цетотериевых (Cetotheriidae), которое ранее считалось вымершим. Адли и соавторы (2014) и Бисконти (2015) оспорили этот вывод, но большинство последующих анализов подтвердило его правомерность. База данных Американского общества маммологов (ASM Mammal Diversity Database) признаёт карликового гладкого кита представителем цетотериевых. С другой стороны, Общество морской маммалогии (Society for Marine Mammalogy) по-прежнему выделяет вид и род в собственное семейство Neobalaenidae, хотя и обговаривает, что такая классификация сохранена временно.

## Внешний вид
Самый маленький и редкий из усатых китов. Длина его тела 4—6,4 м, причём 1/4 длины приходится на голову; вес — 3—3,5 т. Форма тела обтекаемая. Окраска верхней стороны тела тёмно-серая или чёрная с серыми пятнами разной формы и размера; нижней стороны — светло-серая, с возрастом может темнеть. Иногда на брюхе проходит белая полоса. Наросты на голове отсутствуют. Спинной плавник небольшой (высотой 25 см), серпообразный с вогнутой задней кромкой; расположен в начале последней трети тела. Грудные плавники в 10 раз короче тела, узкие, слегка закруглённые, четырёхпалые. Их тёмная окраска выделяется на фоне более бледного брюха. Хвостовой плавник широкий, с выемкой посередине и заострёнными концами; сверху тёмный, снизу светлый с тёмными краями. Линия рта изогнута за счёт изгиба верхней челюсти. Дыхало слегка вдавлено.
Для карликового кита характерна чисто-белая окраска слизистой оболочки ротовой полости и языка. Пластины китового уса желтовато-белые, часто с тёмными краями, очень упругие. В высоту они достигают 70 см и 12 см в ширину; в каждой половине челюсти по 230 пластин. Шейные позвонки слиты, голова неподвижна. Примечательны рёбра карликового кита (17 пар) — они очень широкие и уплощённые, особенно задние пары. По предположению зоологов, такие рёбра защищают внутренние органы кита при глубоком и продолжительном погружении.

## Образ жизни
Встречи с карликовым китом крайне редки; его образ жизни практически не изучен. В море он малозаметен; фонтаны даёт маленькие и неотчётливые; выпрыгивание и поднятие хвостового плавника над водой у карликового кита не наблюдалось. На поверхности, как правило, появляется не более чем на несколько секунд; при этом его можно отличить от похожего малого полосатика по белому пятну на нижней челюсти или по белым дёснам. По наблюдениям его погружения продолжаются от 40 секунд до 4 минут. Плавает карликовый кит медленно, в необычной волнообразной манере, изгибая всё тело. Держатся одиночно, парами или группами до 8—10 особей; его также наблюдали в «компании» с гриндами, сейвалами и малыми полосатиками.
Встречается только в умеренных и холодных водах Южного полушария, чаще всего вблизи берегов Южной Австралии, Тасмании и Новой Зеландии. Возможно, распространён кругополярно, между 30° и 50° ю. ш., где температура воды у поверхности — от 5 до 20°C. Обсохших китов обнаруживали на побережье Южной Африки и Огненной Земли. Большинство наблюдений было сделано в защищённых мелких бухтах, но отдельные особи попадались и в открытом море. Возможно, молодняк карликовых китов весной и летом переселяется в прибрежные воды. Одна группа китов круглый год живёт в водах Тасмании. Дальние миграции не установлены.
Питается карликовый кит, подобно остальным беззубым китам, планктонными ракообразными и другими беспозвоночными. Социальная структура, биология размножения и общая численность неизвестны.
Карликового кита считают архаичным видом, родственным полосатиковым.